# Jatropha puncticulata
Jatropha puncticulata är en törelväxtart som beskrevs av Ferdinand Albin Pax och Käthe Hoffmann. Jatropha puncticulata ingår i släktet Jatropha och familjen törelväxter.
Artens utbredningsområde är Paraguay. Inga underarter finns listade i Catalogue of Life.